# Одисеја на Марсу 2001.
Одисеја на Марсу 2001. (енгл. 2001 Mars Odyssey) је роботска летелица у орбити око Марса. Оператор летелице је НАСА док је производња поверена компанији Локид Мартин. Производња летелице и операције током примарне мисије су коштале 297 милиона долара.
Примарни задатак мисије је да помоћу спектрометра и детектора електромагнетног зрачења нађе трагове о постојању воде и вулканске активности на поврини Марса. Летелица се такође користи за пренос података ка Земљи са других сонди које су слетеле на површину планете – Марсова научна лабораторија, Феникс и ровера Спирит и Опортјунити. Мисија је названа у част Артура Ч. Кларка и филма 2001: Одисеја у свемиру, за који је он писао сценарио.